# Никольский храм (Каменный Конец)
Церковь Николая Чудотворца — православный храм в селе Каменный Конец Гдовского района Псковской области. Памятник архитектуры регионального значения.
Уже в середине XVIII века на этом месте стоял Никольский храм. Позже он сгорел, и в 1776 году здесь был построен новый деревянный храм на средства жителей соседнего села Сырой Лес.
Современный каменный храм был заложен в 1883 году, закончилось строительство только через десять лет — в 1893 году была установлена колокольня.
Построен по проекту архитектора Д. П. Садовникова. Никольский храм возводился из неоштукатуренного кирпича на бутовом глубоком фундаменте, который был облицован при помощи гранитных плит. За основную композицию был взят двухосно-симметричный план креста, имеющего равные концы. Здание сооружено по примеру восьмерик на четверике с небольшой пристройкой между рукавами квадратных и повышенных в плане палаток.
По состоянию на 2021 год по статусу епархии храм является действующим.